# Eumerus fumipennis
Eumerus fumipennis är en tvåvingeart som beskrevs av Hull 1964. Eumerus fumipennis ingår i släktet månblomflugor, och familjen blomflugor. Inga underarter finns listade i Catalogue of Life.